# 8001 Ramsden
8001 Ramsden eller 1986 TR3 är en asteroid i huvudbältet som upptäcktes den 4 oktober 1986 av den tjeckiske astronomen Antonín Mrkos vid Kleť-observatoriet i Tjeckien. Den är uppkallad efter britten Jesse Ramsden.
Asteroiden har en diameter på ungefär 13 kilometer och den tillhör asteroidgruppen Themis.